# Man-in-the-browser
Man-in-the-browser (MiTB of MIB), een internetdreiging verwant aan man-in-the-middle, is een computeraanval waarbij een Trojaans paard een webbrowser infecteert om vervolgens tijdens het internetbankieren of bij bezoek aan een sociaalnetwerksite webpagina's te veranderen of zelfstandig transacties uit te voeren. Anders dan bij phishing zal de gebruiker er in de meeste gevallen niets van merken, doordat hij zich op de echte website van de aanbieder bevindt, correct ingelogd is en de ongewenste transacties er voor hem als normale transacties uitzien, terwijl de bank daarentegen andere instructies ontvangt met bijvoorbeeld een ander rekeningnummer als begunstigde. De MiTB-aanval zal ook ondanks het eventuele gebruik van beveiligingsmaatregelen zoals SSL/PKI kunnen slagen. In veel gevallen zullen Trojaanse paarden door antivirussoftware gedetecteerd en onschadelijk gemaakt kunnen worden, maar vaak ook worden zij niet door de software herkend, vooral als zij relatief nieuw zijn. Indien de versie van de browser die gebruikt wordt regelmatig vernieuwd wordt, wordt de kans dat men slachtoffer wordt van een MiTB-aanval kleiner.
Trojaanse paarden die deze aanvalsvorm gebruiken, zijn onder meer Agent.DBJP, Bugat, Carberp, ChromeInject, Clampi, Gozi, Nuklus, OddJob en Citadel. Deze aanvallen kunnen telkens voor een of meer specifieke browsertypen werken, zoals Firefox, Internet Explorer of Google Chrome.